# Мечислав Бродовський
Мечислав Бродовський (пол. Mieczysław Brodowski; 24 листопада 1888 — 22 травня 1915) — діяч соціалізму й незалежності, солдат 1-ї Бригади Польських легіонів.

## Біографія
Мечислав Бродовський вивчав медицину в Ягеллонському університеті. З 1911 року належав до польських стрільців у Кракові.
На початку війни, під час утворення підрозділів Пілсудського, Бродовський служив у Легіонах. У жовтні 1914 року він стає ад'ютантом 2-го батальйону. Під час офіцерських призначень йому було дано звання молодшого лейтенанта.
1 січня 1915 року він був призначений лейтенантом і отримав командування 1-ю ротою 2-го батальйону 5-го піхотного полку. Потім став командиром 4-ї роти 2-го батальйону. Далі його було переведено до 1-го піхотного полку, де було призначено командиром 1-ї роти 3-го батальйону.
22 травня 1915 він загинув під Битви під Конарами у районі Козінеку.
Мечислава Бродовського було поховано на кладовищі в Самотні біля командира Казиміра Гервін-Пірштека, що помер на три дні раніше за нього. 14 грудня 1938 року похованих на цвинтарі поляків було перенесено на легіонерське кладовище в Пеклавських горах.

## Нагороди
- Орден Virtuti Militari[4]
- Хрест Незалежності (посмертно в 1930)[5].